# 長葉腎蕨佛州節蜱
長葉腎蕨佛州節蜱（学名：Floracarus biserratae）为節蜱科佛州節蜱屬下的一个种。